# Волфганг Холбайн
Волфганг Холбайн (на немски: Wolfgang Hohlbein) е изключително плодовит германски писател, автор на бестселъри в жанровете фентъзи, научна фантастика, трилър, хорър, историческо фентъзи, детска литература и романизации на филми.
Пише под много на брой псевдоними – Ангела Бонела (Angela Bonella), Волфганг Ешенлох (Wolfgang Eschenloh), Мартин Хейднер (Martin Heidner), Михаел Маркс (Michael Marks), Рейвън (Raven), Джак Верном (Jack Vernom), Хенри Волф (Henry Wolf), Робърт Крейвън (Robert Craven), Джери Котън (Jerry Cotton), Робърт Ламонт (Robert Lamont), и Джейсън Маклауд (Jason McCloud), както и общите псевдоними: Райдър Делгадо (Ryder Delgado) – заедно с Мартин Ейсел, и Мартин Холбург (Martin Hollburg) – заедно с Мартин Ейсел и Карл Улрих Бургдорф.
Много от романите си пише съвместно, както с други писатели, така и със съпругата си Хайке Холбайн и с дъщеря си Ребека Холбайн.

## Биография и творчество
Волфганг Холбайн е роден на 15 август 1953 г. във Ваймар, Тюрингия, Германия (ГДР). В средата на 50-те семейството се мести в Крефелд, Северен Рейн-Вестфалия, а от 1960 г. в Нойс. Започва да пише още на 15 г. повлиян от романите на Карл Май. След гимназията учи индустриален мениджмънт и после работи като оператор в индустриалния бизнес. През 1974 г. се жени за съпругата си Хайке, писателка, с която имат 6 деца.
За да се издържа Холбайн работи и на допълнителни работни места. Докато изпълнява функциите на оператор в нощните смени започва да пише разкази, а по-късно са насочва към романи на ужасите и уестърни. Публикува под различни псевдоними без особен успех. За първия му роман се счита „Zombiefieber“ в серията „Professor Zamorra“.
През 1982 г. участва в литературен конкурс за фентъзи и научна фантастика организиран от издателство с редактор Карл Юберутер. На него представя ръкописа от 295 страници на фентъзито „Вълшебна луна“ написан в съавторство със съпругата му Хайке Холбайн. Романът печели първа награда и е издаден през 1983 г. Той веднага става бестселър, като бележи национален и международен успех, утвърждавайки автора сред читателите и критиката.
Оттогава Холбайн е автор на над 200 романа от различни жанрове, свързани предимно с фантастиката. Наричан е „кралят на плодовитите писатели“, което според критиката намалява качеството на романите му. Той е работохолик, който работи в периода от полунощ до ранните сутрешни часове, като пише предимно на ръка. Твори седем дни в седмицата и рядко си взема почивка. „Това е, което се случва, когато имаш щастието да бъдеш в състояние да превърнеш хобито в професия.“ – казва той. Често работи съвместно със съпругата си, а по-късно и с дъщеря си, по отделните серии романи, които го стимулират със своите идеи и проучвания.
Произведенията на Холбайн са преведени на много езици и са издадени в над 40 милиона екземпляра по целия свят. Счита се за най-четения немски автор на фентъзи. През 1995 г. е учредена литературна награда за фантастична литература на негово име с награден фонд 10 хил. евро.
Романът му „Das Blut der Templer“ е екранизиран през 2004 г. в едноименния филм с участието на Харалд Красницер и Мирко Ланг.
Волфганг Холбайн живее в близо до Нойс, Северен Рейн-Вестфалия. Той е запален мотоциклетист, колекционер на миниатюри и е фен на компютърните игри.

## Произведения (разделени по тематичен жанр)

### Фентъзи

#### Самостоятелни романи
- Die Bedrohung (1994) – в съавторство с Хайке Холбайн
- Drachenfeuer (1988) – с Хайке Холбайн
- Der Drachentöter (1989) – под псевдонима Мартин Хейднер
- Elfentanz (1984) – с Хайке Холбайн
- Die Heldenmutter (1985) – с Хайке Холбайн
- Midgard (1987) – с Хайке Холбайн
- Das Vermächtnis der Feuervögel (2003)
- Infinity: Der Turm (2011)

#### Серия „Енвор – Края на света“ (Enwor) – с Хайке Холбайн
1. Вълшебна луна, Märchenmond (1983)
2. Märchenmonds Kinder (1990)
3. Märchenmonds Erben (1998)

- Das Märchen von Märchenmond (1999)
- Die Zauberin von Märchenmond (2005)
- Luxusausgabe in Samt von Die Zauberin von Märchenmond (2005)
- Silberhorn (2009)

#### Серия „Сага за Гарт и Ториан“ (Die Saga von Garth und Torian)
1. Die Stadt der schwarzen Krieger (1985) – с Дитер Винклер
2. Die Tochter des Magiers (1987) – с Дитер Винклер
3. Die Katakomben der letzten Nacht (1987) – с Дитер Винклер
4. Die Straße der Ungeheuer (1988) – с Франк Рефелд
5. Die Arena des Todes (1988) – с Франк Рефелд
6. Der Tempel der verbotenen Träume (1988) – с Франк Рефелд

#### Серия „Вълча мъгла“ (Wolfsnebel)
1. Der Rabenritter (1986)
2. Der Schattenmagier (1987)

#### Серия „Нощта на дракона“ (Die Nacht des Drachen) – под псевдонима Михаел Маркс
1. Das Drachenkind (1986)
2. Das Felsenvolk (1987)

#### Серия „В сърцето на гората“ (Das Herz des Waldes)
1. Gwenderon (1987)
2. Cavin (1987)
3. Megidda (1987)

#### Серия „Драконът“ (Der Drachenzyklus)
1. Die Töchter des Drachen (1987)
2. Der Thron der Libelle (1991)

#### Серия „Наемникът“ (El Mercenario)
продължение на комиксите на Висенте Сегреле
1. Der Söldner (1992)
2. Die Formel des Todes (1992)
3. Die vier Prüfungen (1993)
4. Das Opfer (1995)

#### Серия „Черното око – Годината на Грифин“ (Das Schwarze Auge – Das Jahr des Greifen) – в съавторство сБернхард Хенен
1. Der Sturm (1993)
2. Die Entdeckung (1994)
3. Die Amazone (1994)

#### Серия „Сага за Асгард“ (Die Asgard Saga)
1. Thor (2010)
2. Die Tochter der Midgardschlange (2010)

#### Серия „Хрониките на елфите“ (Die Chroniken der Elfen)
1. Elfenblut (2009)
2. Elfenzorn (2010)
3. Elfentod (2011)

### Трилъри

#### Самостоятелни романи
- Das Avalon-Projekt (2000)
- Вратата на друидите, Das Druidentor (1993)
- Антихристът, Der Widersacher (1995)
- Завръщането на магьосниците, Die Rückkehr der Zauberer (1996)
- WASP (Juli 2008)

##### В съавторство с Хайке Холбайн
- Der Greif (1989)
- Spiegelzeit (1991)
- Unterland (1992)
- Dreizehn (1995)
- Schattenjagd (1996)
- Katzenwinter (1997)
- Krieg der Engel (1999)
- Das Buch (2003)
- Silberhorn (2009)

#### Серия „Магьосникът“ (Der Magier)
1. Der Erbe der Nacht (1989)
2. Das Tor ins Nichts (1989)
3. Der Sand der Zeit (1989)

#### Серия „Андерс“ (Anders) – с Хайке Холбайн
1. Мъртвият град, Die tote Stadt (2004)
2. В страната на мрака, Im dunklen Land (2004)
3. Der Thron von Tiernan (2004)
4. Der Gott der Elder (2004)

#### Серия „Генезис“ (Genesis) – с Хайке Холбайн
1. Eis (August 2006)
2. Stein (2006)
3. Diamant (2006)

### Историческо фентъзи

#### Самостоятелни романи
- Das Paulus-Evangelium (2006)
- Das Siegel (1987)
- Der lange Weg nach Ithaka (1989) – под псевдонима Мартин Хейднер
- Odysseus (1997)
- Die Kinder von Troja (1984)
- Hagen von Tronje (1986)

#### Серия „Кевин Локсли“ (Kevin von Locksley)
1. Kevin von Locksley (1994)
2. Der Ritter von Alexandria (1994)
3. Die Druiden von Stonehenge (1995)
4. Der Weg nach Thule (1995)

#### Серия „Тамплиерите“ (Die Templerin)
1. Die Templerin (1999)
2. Der Ring des Sarazenen (2002)
3. Die Rückkehr der Templerin (2004)
4. Das Wasser des Lebens (2008) – с Ребека Холбайн
5. Das Testament Gottes (2011) – с Ребека Холбайн

#### Серия „Кръвта на Тамплиерите“ (Das Blut der Templer)
1. Das Blut der Templer (2004)
2. Die Nacht des Sterns (2005) – с Ребека Холбайн

#### Серия „Легендата за Камелот“ (Die Legende von Camelot) – с Хайке Холбайн
1. Gralszauber (2000)
2. Elbenschwert (2001)
3. Runenschild (2002)

#### Серия „Небесните дискове“ (Die Himmelsscheibe)
1. Die Tochter der Himmelsscheibe (2005)
2. Die Kriegerin der Himmelsscheibe (2010)

#### Серия „Сага за Нибелунгите“ (Die Nibelungen-Saga) – сТорстен Деви
1. Der Ring der Nibelungen (2004)
2. Die Rache der Nibelungen (2007)
3. Das Erbe der Nibelungen (2010)

### Ужаси (хорор)

#### Самостоятелни романи
- Das Teufelsloch (1990)
- Der Inquisitor (1990)
- Die Moorhexe (1988)
- Die Prophezeiung (1993) – с Хайке Холбайн
- Die Schatten des Bösen (1992)
- Dunkel (1999)
- Geisterstunde (1991)
- Giganten (1993) – с Франк Рефелд
- Halloween (2000)
- Videokill (1992)
- Im Netz der Spinnen (1998)
- Kreuzfahrt – Eine Reise in den Horror (1988)
- Magog (1990)
- Вълче сърце, Wolfsherz (1997)
- Wyrm (1998)
- Unheil (2007)

#### Серия „Азраел“ (Azrael)
1. Azrael (1994)
2. Azrael – Die Wiederkehr (1998)

#### Серия „Апокалипсис“ (Apokalypse-Trilogie)
1. Flut (2001)
2. Feuer (2004)
3. Sturm (2007)

#### Серия „Нарушител“ (Intruder)
1. Erster Tag (2002)
2. Zweiter Tag (2002)
3. Dritter Tag (2002)
4. Vierter Tag (2002)
5. Fünfter Tag (2002)
6. Sechster Tag (2003)

#### Серия „Салемските вещици“ (Der Hexer von Salem)
серията съдържа 24 романа в периода 2003-2004 г.

#### Серия „Възмездие“ (Nemesis)
1. Die Zeit vor Mitternacht (2004)
2. Geisterstunde (2004)
3. Alptraumzeit (2004)
4. In dunkelster Nacht (2004)
5. Die Stunde des Wolfs (2004)
6. Morgengrauen (2004)

#### Серия „Анубис“ (Anubis)
1. Anubis (2005)
2. Horus (2007)

#### Участие в общи серии с други писатели

##### Серия „Рейвън“ (Raven) – под псевдонима Рейвън
1. Schattenreiter (2004)
2. Das Schwert des Bösen (2004)
3. Die Rache der Schattenreiter (2004)
4. Horrortrip ins Schattenland (2004)
5. Merlins böses Ich (2004)
6. Das Phantom der U-Bahn (2004)

от серията има още 9 романа от различни автори

### Научна фантастика

#### Самостоятелни романи
- Bastard (1989)
- Das Netz Heyne (1996)
- Fragt Interchron! (1988)
- Nach dem großen Feuer Kosmos (1984)

#### Серия „Черити“ (Charity)
1. Най-добрата жена от космическите сили, Die beste Frau der Spaceforce (1989)
2. Тъмно е бъдещето, Dunkel ist die Zukunft (1990)
3. Кралицата на бунтовниците, Die Königin der Rebellen (1990)
4. В руините на Париж, In den Ruinen von Paris (1990)
5. Спящата армия, Die schlafende Armee (1990)
6. Ад от огън и лед, Hölle aus Feuer und Eis (1990)
7. Черната крепост, Die schwarze Festung (1991)
8. Войната на паяците, Der Spinnenkrieg (1991)
9. Das Sterneninferno (1991)
10. Die dunkle Seite des Mondes (1991)
11. Überfall auf Skytown (1998)
12. Der dritte Mond (1999)

#### Серия „Тъмни небеса“ (Dark Skies)
1. Dark Skies – Das Rätsel um Majestic 12 (1997)
2. Majestic – Die Saat des Todes (1997)

#### Серия „Диноланд“ (Dino-Land) – сФранк ТисиМанфред Уейнланд
серията съдържа 15 романа в периода 1993-1994 г.

#### Серия „Космически господари“ (Spacelords)
1. Hadrians Mond (1993) – с Йохан Керк
2. St. Petersburg Zwei (1994) – с Йохан Керк
3. Sandaras Sternenstadt (1994) – с Йохан Керк
4. Operation Mayflower (1995) – с Инго Мартин

#### Серия „Операция „Наутилус“ (Operation Nautilus)
1. Die vergessene Insel (2001)
2. Das Mädchen von Atlantis (2001)
3. Die Herren der Tiefe (2001)
4. Im Tal der Giganten (2001)
5. Das Meeresfeuer (2001)
6. Die schwarze Bruderschaft (2001)
7. Die steinerne Pest (2002)
8. Die grauen Wächter (2002)
9. Die Stadt der Verlorenen (2002)
10. Die Insel der Vulkane (2002)
11. Die Stadt unter dem Eis (2002)
12. Die Rückkehr der Nautilus (2002)

#### Серия „Космически кораб за приключения“ (Sternenschiff der Abenteuer) – под псевдонима Мартин Холбург
1. Der Findling im All (1984)
2. Schatten an Bord (1984)
3. Die eisige Welt (1984)
4. Die Tiger von Vaultron (1984)
5. Der Sonnenfresser (1984)
6. Das Kristallhirn (1985)
7. Die Zeitfalle des Delamere (1985)

#### Серия „Старгейт“ (Stargate SG-1) – романизация на филма
- Tödlicher Verrat (1999)
- Der Feind meines Feindes (1999)
- Kreuzwege der Zeit (2000)
- Jagd ins Ungewisse (2000)
- Unsichtbare Feinde (2001)
- Tödlicher Verrat (2001)
- Das Bündnis (2002) – с Франк Рефелд
- Episodenguide 1 (2000) – с Франк Рефелд
- Episodenguide 2 (2001) – с Франк Рефелд

### Приключенски романи

#### Серия „Космически кораб за приключения“ (Sternenschiff der Abenteuer) – под псевдонима Мартин Холбург
1. Der Findling im All (1984)
2. Schatten an Bord (1984)
3. Die eisige Welt (1984)
4. Die Tiger von Vaultron (1984)
5. Der Sonnenfresser (1984)
6. Das Kristallhirn (1985)
7. Die Zeitfalle des Delamere (1985)

#### Серия „Старгейт“ (Stargate SG-1) – романизация на филма
- Tödlicher Verrat (1999)
- Der Feind meines Feindes (1999)
- Kreuzwege der Zeit (2000)
- Jagd ins Ungewisse (2000)
- Unsichtbare Feinde (2001)
- Tödlicher Verrat (2001)
- Das Bündnis (2002) – с Франк Рефелд
- Episodenguide 1 (2000) – с Франк Рефелд
- Episodenguide 2 (2001) – с Франк Рефелд

### Приключенски романи

#### Серия „Карибски пирати“ (Pirates of the Caribbean) – с Ребека Холбайн
1. Fluch der Karibik (2006)
2. Fluch der Karibik 2 (2006)
3. Am Ende der Welt (2007)

#### Серия „Индиана Джоунс“ (Indiana Jones)
Волфганг Холбайн, заедно с Роб Макгрегър и Макс Макой са водещите писатели за развитието на героя Индиана Джоунс.
1. Indiana Jones und die Gefiederte Schlange (1990)
2. Indiana Jones und das Schiff der Götter (1990)
3. Indiana Jones und das Gold von El Dorado (1991)
4. Indiana Jones und das verschwundene Volk (1991)
5. Indiana Jones und das Schwert des Dschingis Khan (1991)
6. Indiana Jones und das Geheimnis der Osterinsel (1992)
7. Indiana Jones und das Labyrinth des Horus (1993)
8. Indiana Jones und das Erbe von Avalon (1994)

#### Серия „Тор Гарсон“ (Thor Garson)
от серията има 4 романа, които са римейк на романите за Индиана Джоунс

### Детски книги

#### Самостоятелни романи
- Es begann am frühen Morgen (1985)
- Kein Platz mehr im Hundehimmel (1986) – в съавторство с Хайке Холбайн
- Pizzabande – Band 17: Zucker im Tank oder Die Hehlerbande (1986)
- Kunibert, der Drachentöter (2004) – в съавторство със Силвия Петер
- Saint Nick – Der Tag, an dem der Weihnachtsmann durchdrehte (1997)
- Teufelchen (1997) – в съавторство с Хайке Холбайн

#### Серия „Здравей Дух!“ (Gespenst ahoi!)
1. Ein Gespenst an Bord (1987)
2. Die gestohlene Geisterkiste (1988)
3. Das schottische Geisterschloß (1988)
4. Achtung, Kamera ab! (1989)

#### Серия „Барби“ (Barbie) – с псевдоним Ангела Бонела
1. Barbie Superstar (1991)
2. Barbie in Afrika (1991)
3. Barbie und das Fitness-Studio (1991)

#### Серия „Норг“ (Norg) – с Хайке Холбайн
1. Norg im verbotenen Land (2002)
2. Norg im Tal der Ungeheuer (2003)

#### Серия „Драчентал" (Drachenthal) – с Хайке Холбайн
1. Die Entdeckung (2002)
2. Das Labyrinth (2003)
3. Die Zauberkugel (2003)
4. Das Spiegelkabinett (2004)
5. Die Rückkehr (2007)

#### Серия „Вълкът“ (Die Wolf-Gäng)
1. Das Haus der Geister (2007)
2. Ein finsteres Geheimnis (2007)
3. Wächter der Wahrheit (2008) – с Ребека Холбайн
4. Draci gegen die Schweinebande (2008) – с Дитер Винклер
5. Die Rückkehr der Trolle (2008) – с Ребека Холбайн